# Microrutela ucalayiensis
Microrutela ucalayiensis är en skalbaggsart som beskrevs av Jameson 1997. Microrutela ucalayiensis ingår i släktet Microrutela och familjen Rutelidae. Inga underarter finns listade i Catalogue of Life.